# Rebenversuchsstation der DDR
Die Rebenversuchsstation der DDR war eine 3,5 Hektar große Anbaufläche zur Sortenprüfung von Beerenobst, Quitten und Pfirsichen sowie zur Erhaltung und Prüfung von Weinrebsorten. Sie lag auf dem Krapenberg, einem  Weinberg der Lage Radebeuler Johannisberg im Radebeuler Stadtteil Zitzschewig in Sachsen. 

## Geschichte
Der Krapenberg wurde 1590 als Krap im Landsteuerregister erstmals erwähnt. Im 17. Jahrhundert erstmals als Krapenberg bezeichnet, wechselte er mehrfach die Besitzer, nach denen er immer wieder unterschiedliche Namen trug. Seine heutige Ausdehnung erlangte er durch den Zukauf benachbarter Bauernberge Anfang des 18. Jahrhunderts.
1830 erhielt der Weinberg seinen heutigen Namen Krapenberg zurück. Seit dem Zeitpunkt bestand auf dem Anwesen eine Reben-, Forst- und Obstbaumschule. 1862 wurde dort eine Talutanlage gebaut, die heute als eine von wenigen in Europa noch fast vollständig erhalten ist.
1957 wurde durch die im Nossener Stadtteil Alt-Zella beheimatete Zentralstelle für Sortenwesen der DDR (Sortenamt) des Ministeriums für Landwirtschaft die staatliche Rebenversuchsstation eingerichtet. Sie hatte neben der Sortenprüfung von Beerenobst, Quitten und Pfirsichen vor allem die Aufgabe der Erhaltung und Prüfung von Weinrebsorten sowie der Auswahl besonders geeigneter Anbausorten. 
Nach der politischen Wende in der DDR ging die in Rebenversuchsstation Radebeul umbenannte Einrichtung an die Sächsische Landesanstalt für Landwirtschaft, die sie zuerst dem Fachbereich Sorten- und Feldversuchswesen in Nossen und später dem Fachbereich Gartenbau und Landespflege in Pillnitz zuordnete. In dieser Funktion bestand die Aufgabe in der Erhaltung und Prüfung von Kelter- und Tafeltrauben, Klonvergleichsprüfungen nebst Versuchskelterungen sowie vor allem auch der Erhaltungszucht der nur in Sachsen nennenswert vorkommenden Rebsorte Goldriesling. Auch wurden technische Versuche zu Bodenpflege, Düngung und Rebschutz unternommen und Winzer fachlich beraten. In dieser Zeit bestand das Sortiment der Versuchsstation aus 105 weißen und 24 roten Keltersorten sowie weiteren 77 Tafeltraubsorten.
Anfang 2002 wurde die Station nach Pillnitz verlegt. Heute wird der Weinberg vom Sächsischen Staatsweingut Schloss Wackerbarth bewirtschaftet. Die Talutanlage wird weiterhin zu Versuchszwecken genutzt.